# Brotherella amblystega
Brotherella amblystega là một loài rêu trong họ Sematophyllaceae. Loài này được (Mitt.) Broth. mô tả khoa học đầu tiên năm 1925.